# ドラゴン・スリーパー・ホールド
ドラゴン・スリーパー・ホールドは、プロレス技の一種である。日本名は飛龍裸絞め（ひりゅうはだかじめ）。

## 概要
尻餅をついた相手の後方から腋で抱え込むように首をロックしてさらに、もう片方の腕で相手の片腕をロックして脱出を困難にさせる変型スリーパー・ホールド。相手の頭部（頬骨あたり）を締め上げる形になるため、正確にはスリーパー・ホールドではなくフェイスロックの派生技である。藤波辰爾のオリジナル技で、ドラゴン・スープレックスの封印後にフィニッシュ・ホールドとして使用された。また、ジ・アンダーテイカーもWWEでTCBの名称で一時期使用していた。

## 派生技

### 胴締め式ドラゴン・スリーパー・ホールド
相手の胴を両脚で挟み込みながら絞める。使用者は棚橋弘至、SANADA。SANADAはSkull End の名称で使用しており、同型の技を野崎渚はドルミルII（ドルミルセカンド）、ドリュー・グラックはグロックの名で使用している。

### 腕極め式ドラゴン・スリーパー・ホールド
朱里のオリジナル技。尻餅状態の相手の右腕と右足を自らの右足で挟み込み、さらに左腕も左足で固めた状態で頭部を右脇下に抱え込み、両手をクラッチして絞め上げる腕極め式ドラゴン・スリーパー。完全に相手の手足の動きを封じるため、脱出困難な複合関節技。

### スパイラル・ドラゴン・スリーパー・ホールド
棚橋弘至のオリジナル技。相手の左腕を股の間に挟み込み、相手の右腕を左手で掴みとって絞り上げる。

### ストレッチ・プラム
相手の背後から自分の片足を相手の片足の上を通して前に出し、その状態から片腋に相手の片腕を抱え込んで締め上げ、もう片腋に相手の頭部を上向きにさせた上で抱え込んで締め上げる。フェースロック（顔面締め）と腕固めとコブラツイストの複合技だが、ドラゴン・スリーパーがフェースロックと腕固めの複合技なので、結果としてドラゴン・スリーパーの派生のような技となっている。

#### ダーク・リチュアル
アリスター・ブラックのオリジナル技。座っている状態の相手の背後又は、真横から相手の頭部を右脇下に抱え込み、自らの背中で両腕をクラッチして相手の首を絞め上げる。技名は英語で「暗黒の儀式」の意。インディー時代から愛用するこだわりの関節技フィニッシャー。

### Skull End
フェイスロックのように相手の頬骨付近を絞め上げ、相手の背中を深く反らせる胴締め式ドラゴン・スリーパー。2012年のチャンピオン・カーニバルからSANADAがTHiS iS iTの名称で使用。初期は相手の背後をとってスリーパー・ホールド→ドラゴン・スリーパー・ホールドから移行するのが主な技の入り方だったが、チャンピオン・カーニバル後半戦からはジャパニーズ・レッグロール・クラッチからドラゴン・スリーパー・ホールドに移るようになった。新日本参戦時よりスカル・エンドへと改称して2020年現在、フィニッシュ・ムーブとなっており、入り方も多種多様になっている。

#### 不知火式Skull End
SANADAのオリジナル技。丸藤正道の得意技の不知火の体勢で相手の首を肩後ろにとり、コーナーポストを駆け上がって宙返りしてそのまま相手をSkull Endに移行してから捕らえて絞め落とす技。
2013年3月10日頃から使用。丸藤正道の得意技の不知火の体勢で相手の首を肩後ろにとり、コーナーポストを駆け上がって宙返りしてそのまま相手をSkull Endに移行してから捕らえて絞め落とす技。

#### デスティーノ式Skull End
SANADAのオリジナル技。内藤哲也のデスティーノの体勢で相手の腕を使って逆上がりをするように宙返りし、そのままドラゴン・スリーパーの体勢で捕らえ、そのままSkull Endに移行する。

#### ジャイアント・スイング式Skull End
SANADAのオリジナル技。ドラゴン・スリーパー・ホールドの体勢からジャイアント・スイングのように相手の体を振り回してからSkull Endに移行する。体重が相手の首一点にかかるため非常に首へのダメージが大きい。ドラゴンスイングにも移行できる。

#### ムーンサルト式Skull End
SANADAのオリジナル技。コーナーを利用したムーンサルト式で背後の相手を飛び越えつつ首を捕らえSkull Endで絞める技。

#### オコーナーブリッジ式Skull End
SANADAのオリジナル技。オコーナーブリッジ（回転足折り固め）の高橋で相手をロープに押し当てて反動で相手ごと後方回転したあとで脚をフックして押さえ込みには移行せず、膝立ち状態になった相手にドラゴン・スリーパーを仕掛けてからSkull Endに持ち込む。

#### TKO式Skull End
SANADAのオリジナル技。ファイアーマンズ・キャリーの体勢で相手を担ぎ上げたあとでTKOで落とさず、スタンディング式のドラゴン・スリーパーに持ち込んでからSkull Endに移行する。